# 관촌공용버스터미널
관촌공용버스터미널은 대한민국 전북특별자치도 임실군 관촌면 사선로 32 (관촌리)에 있는 버스터미널이다.

## 운행 노선

### 시내버스
- 전주시내버스 752번: 전주비전대-죽림온천-관촌[깨진 링크(과거 내용 찾기)]

## 운송 회사
- 임순여객
- 무진장여객